# Group Home
Group Home ist ein New Yorker Hip-Hop-Duo, bestehend aus den Mitgliedern Lil' Dap (bürgerlich  James Heath) und Melachi the Nutcracker (bürgerlich Jamal Felder). Sie wurden als Mitglieder der Gang Starr Foundation, zusammen mit den Gang-Starr-Mitgliedern DJ Premier & Guru, und MC’s Afu Ra, Bahamadia, Big Shug und Jeru The Damaja bekannt. Lil' Dap hatte sein Debüt auf Gang Starrs 1992er Album Daily Operation, in dem Lied I'm The Man.
Beide Mitglieder waren zusammen auf Gang Starr's 1994 erschienenem Hard to Earn, mit den Liedern Speak Ya Clout und Words From The Nutcracker zu hören. Im Jahre 1995, brachte Group Home ihr Debütalbum Livin' Proof heraus. Das Album wurde von DJ Premier produziert. Das Duo veröffentlichte sein zweites Album A Tear For The Ghetto im Jahr 1999.
Lil Dap, der Frontman des Duos hatte angekündigt 2006 ein Soloalbum zu veröffentlichen, da Melachi im Gefängnis einsaß. Das Album I-A-DAP ist 2008 veröffentlicht worden.

## Diskografie
- 1994: Make It in Life
- 1994: Supa Star
- 1995: Livin' Proof
- 1996: Suspended in Time
- 1999: A Tear for the Ghetto
- 2001: Handle Your B I
- 2008: Where Back
- 2010: Gifted Unlimited Rhymes Universal
- 2013: Livin' Proof (Deluxe Edition)
- 2017: Forever